# Jacob Gillberg

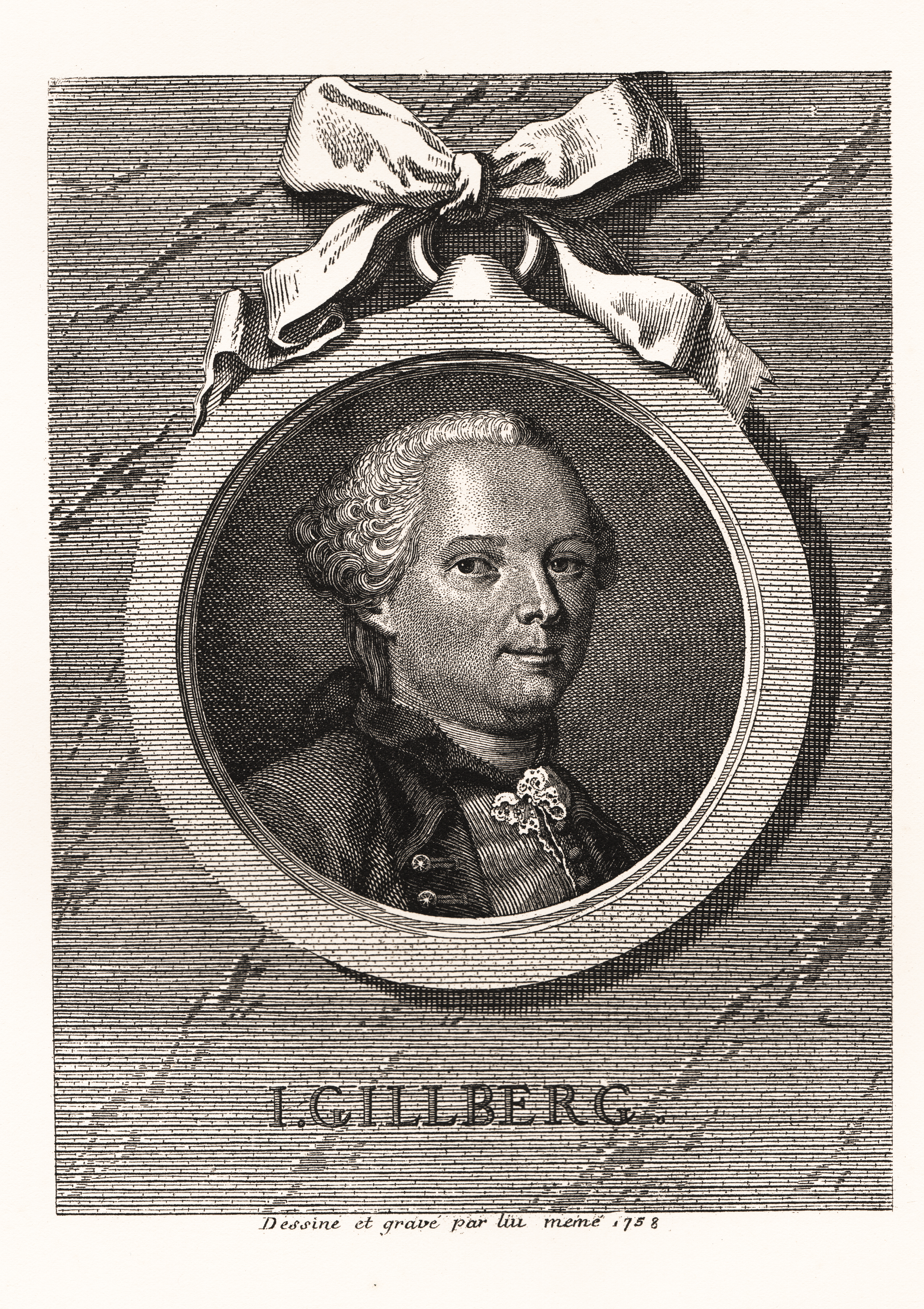
Självporträtt. Kopparstick.

Jacob Gillberg, född 1724 i Värmland, död den 15 oktober 1793 i Stockholm, var en svensk kopparstickare. Han var far till  Jacob Axel och Carl Gustaf Gillberg. 

## Biografi
Sedan Gillberg 1746–1748 vistats som student vid Uppsala universitet, kom han till Stockholm, där han som löjtnant vid fortifikationen hade tillfälle att utveckla sin talang och ambition i teckning. Efter undervisning av Rehn reste Gillberg 1755 med offentligt stöd till Paris, där han studerade gravyr, som han redan förut utövat under Laurent Cars.
Vid sin återkomst gjorde han landskapsetsningen modern, så att ett stort antal amatörer började med det under hans ledning. När Konstakademien återuppstod 1768 erhöll Gillberg genast en av lärareplatserna och fortsatte där till sin död.
Bland hans många arbeten märks den ofullbordade, av honom och Heland stuckna Gustav III:s medaljhistoria, Kronprinsens abc-bok, bilderna av Nordencrantz, Pehr Suther, Carl Fredric Scheffer med flera. Gillberg ansågs mest framstående i porträtt. Han hade en häftig motståndare i sin yrkesbroder Per Floding, som djupgående kritiserat flera av hans arbeten. Gillberg finns representerad vid bland annat Uppsala universitetsbibliotek och Nationalmuseum i Stockholm.

## Verk

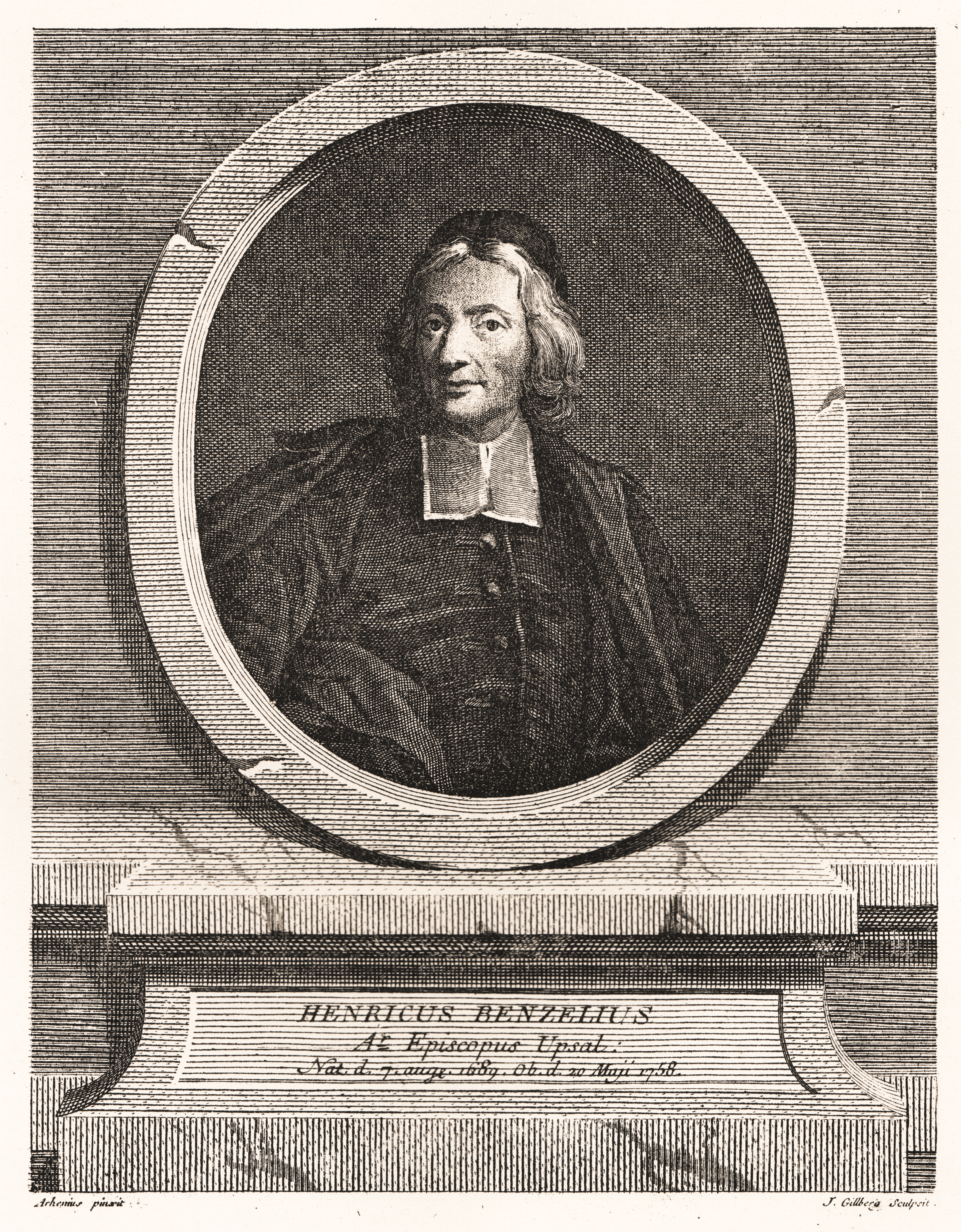
Henrik Benzelius.
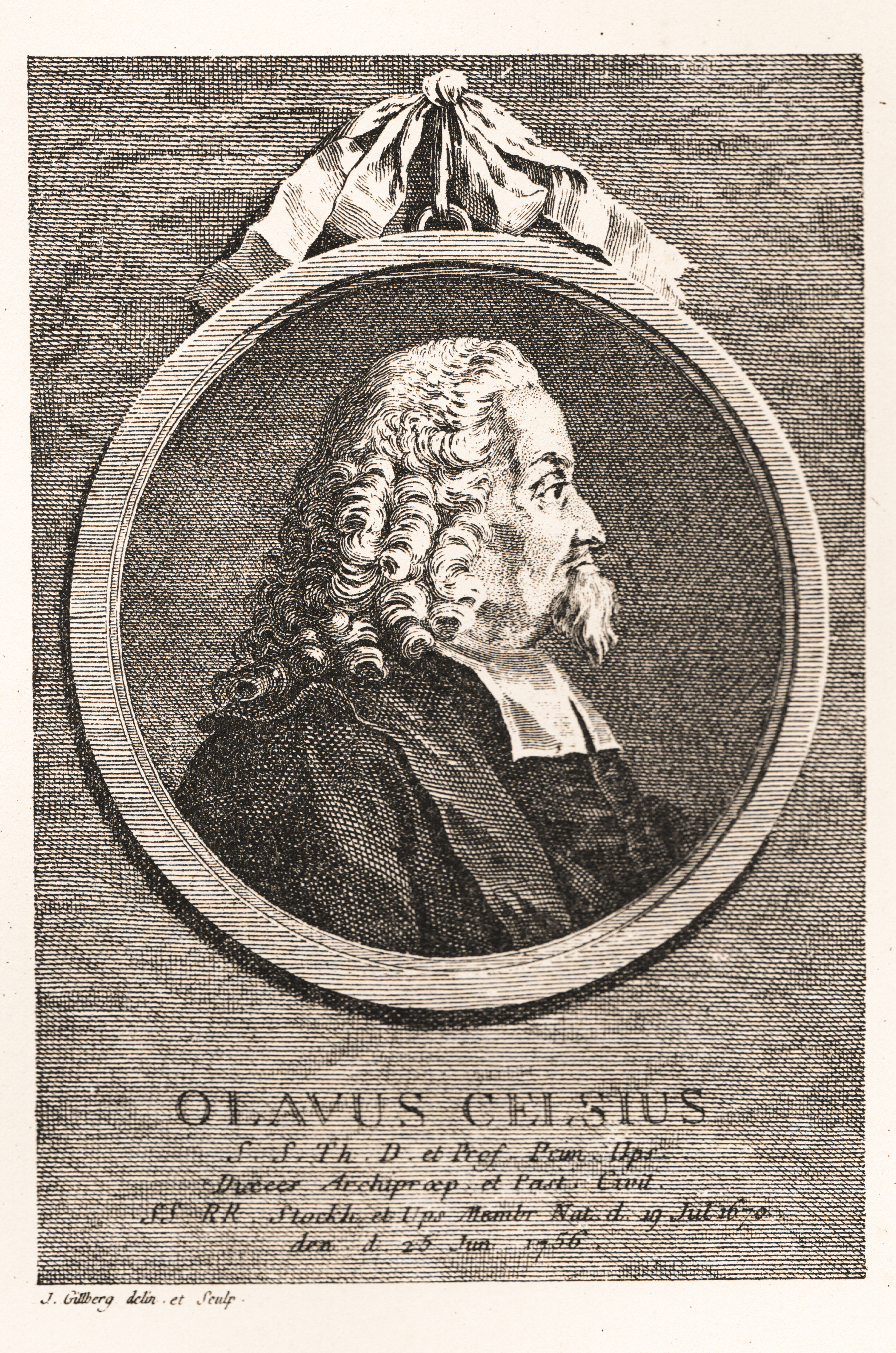
Olof Celsius den äldre.
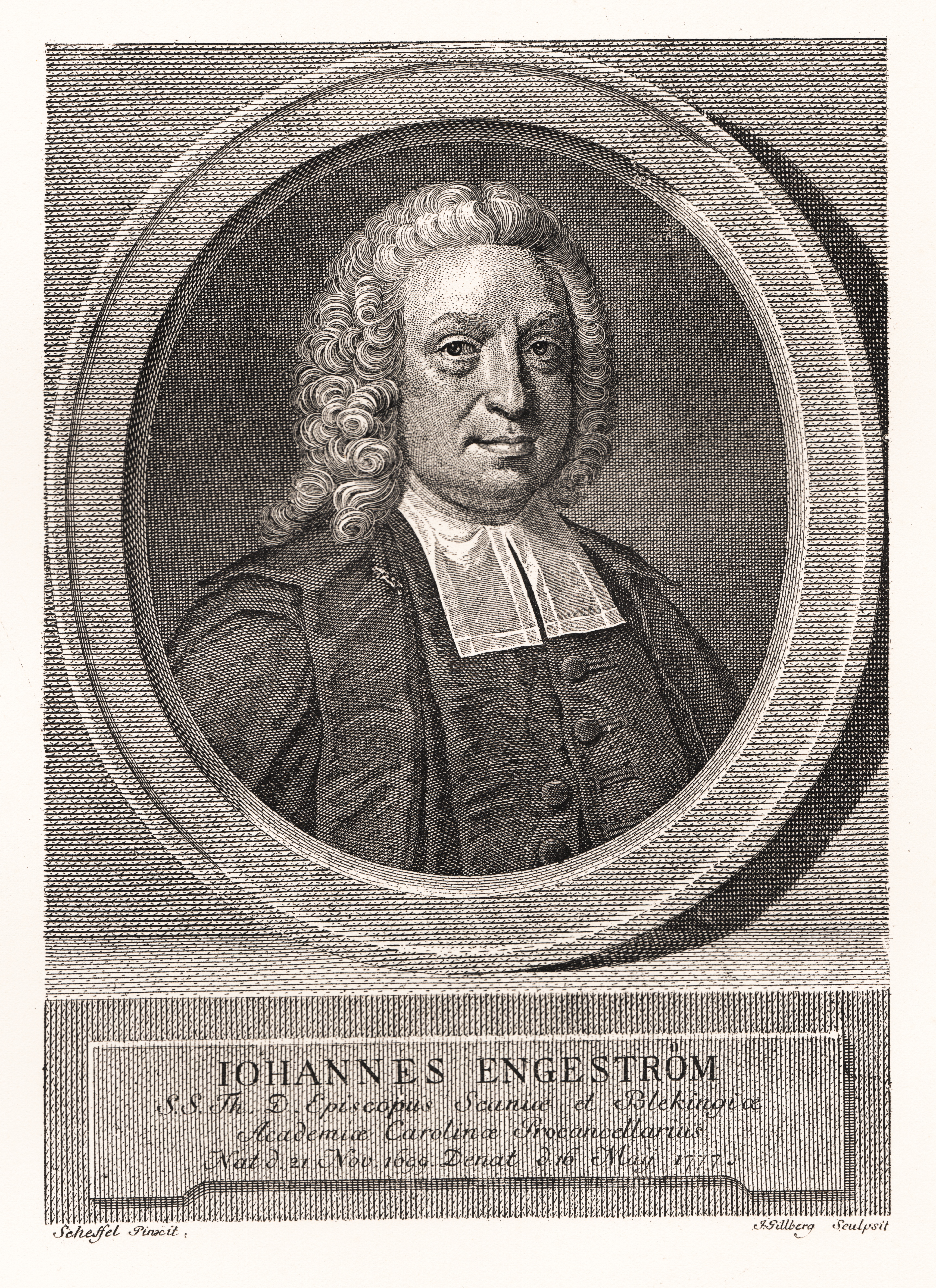
Johan Engeström.
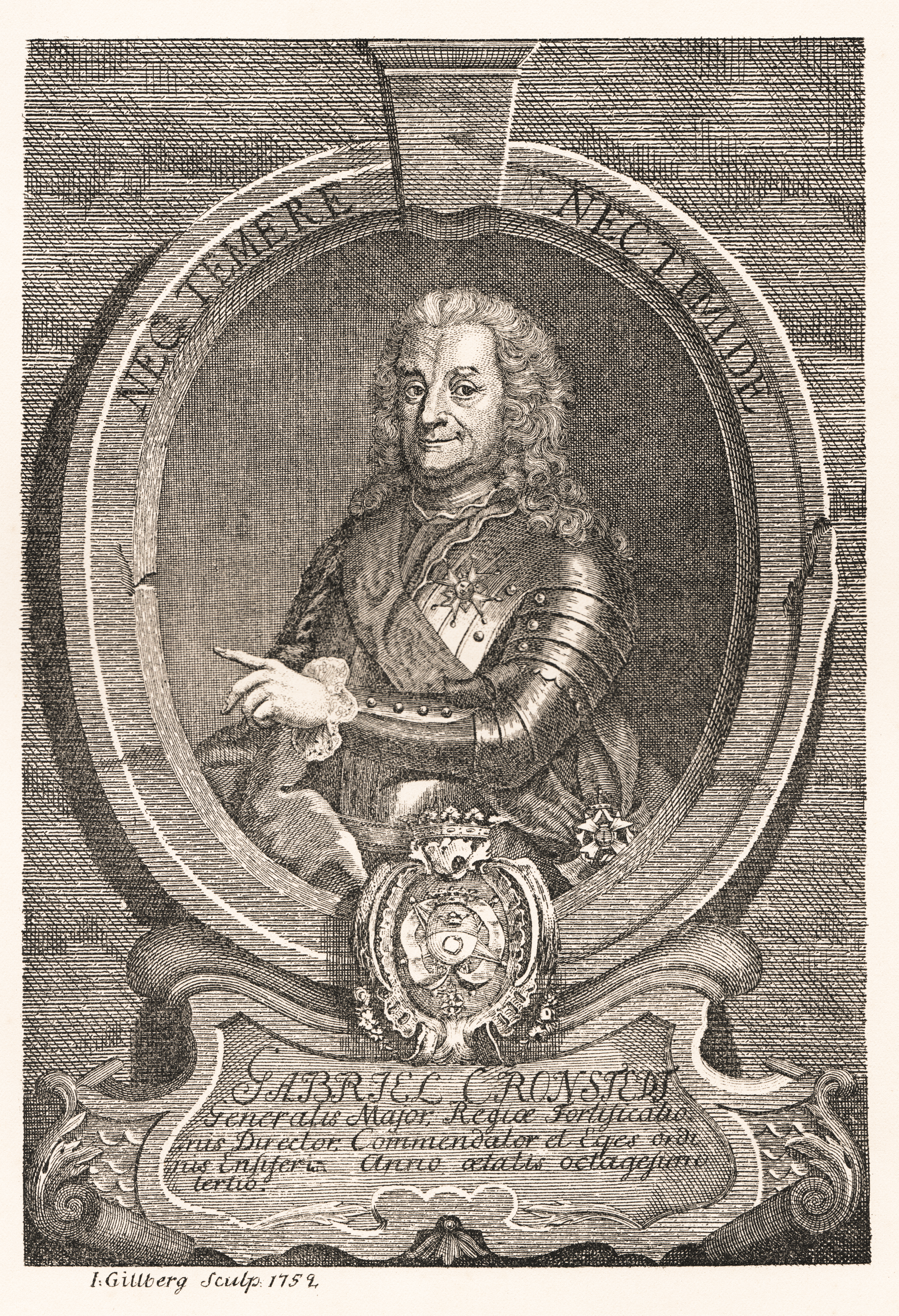
Gabriel Cronstedt.
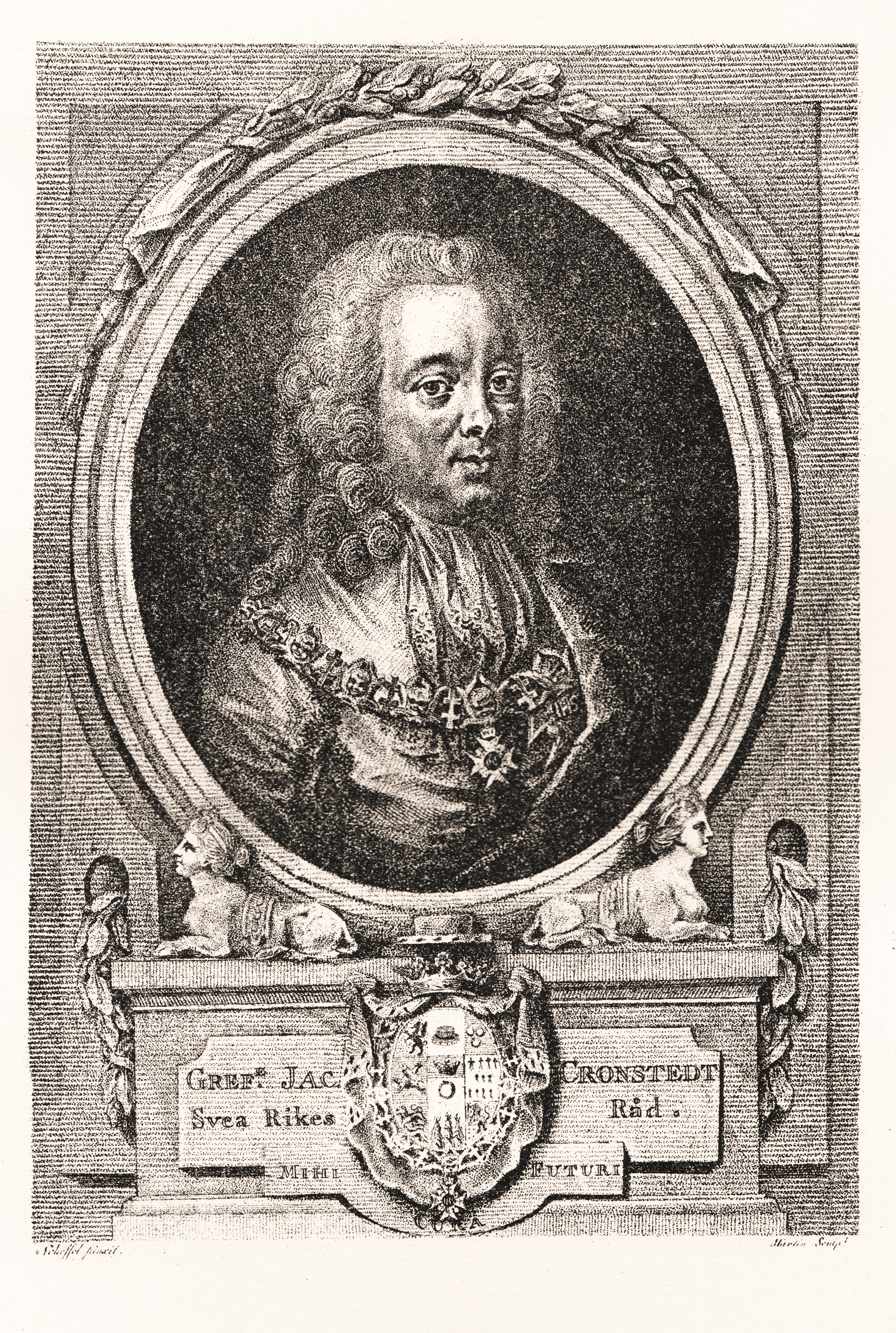
Jacob Cronstedt.
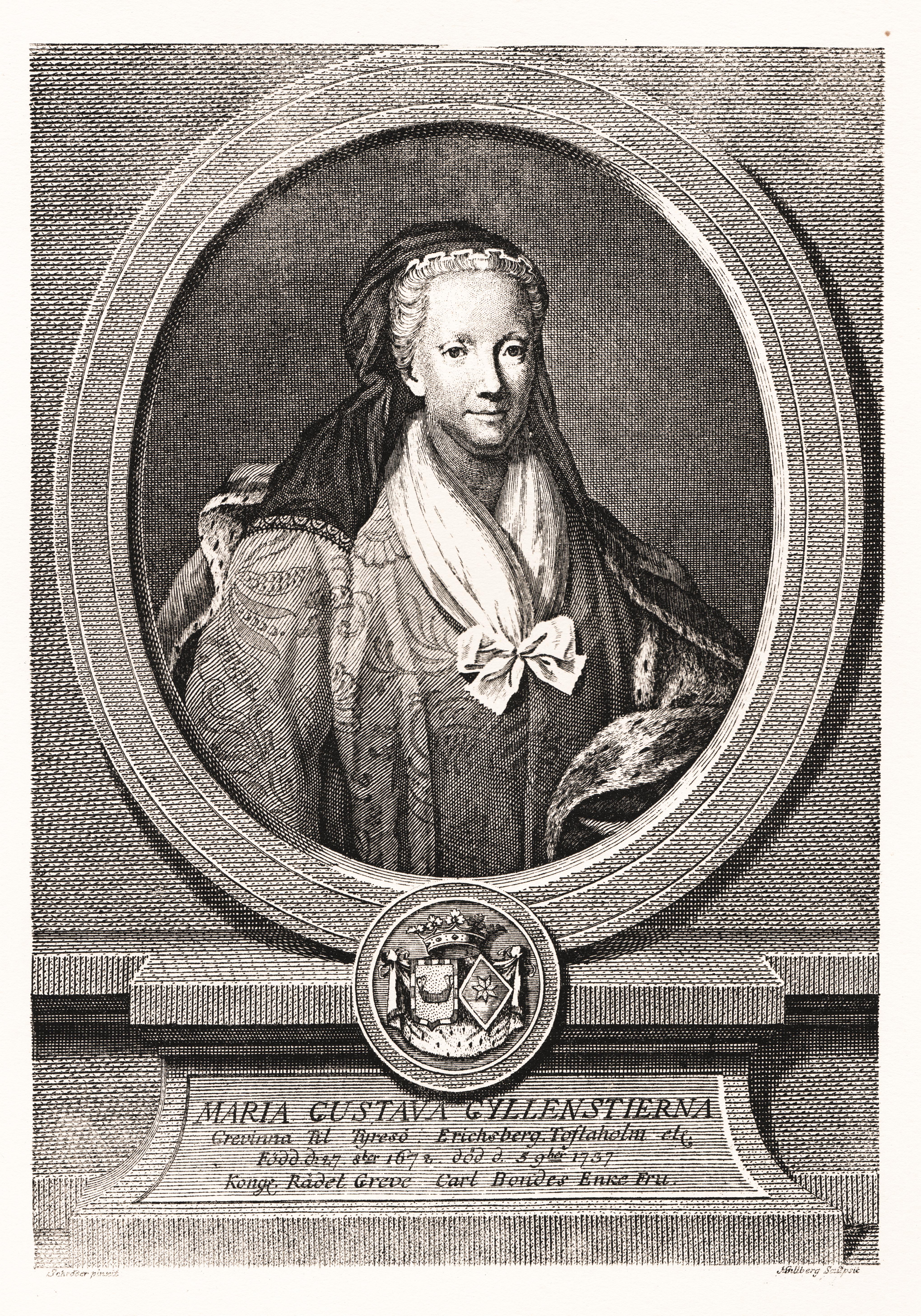
Maria Gustava Gyllenstierna.
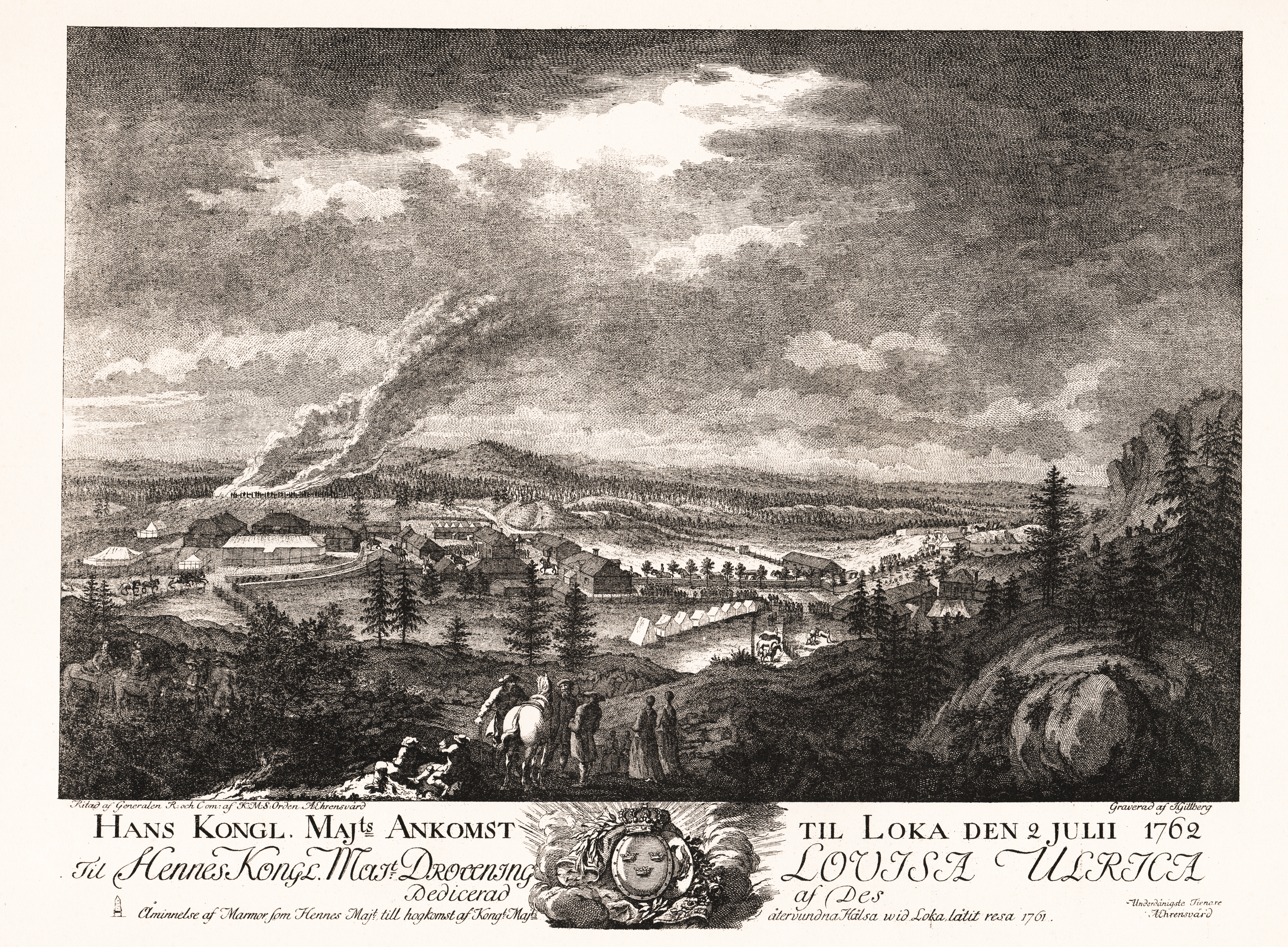
Loka brunn.